# ユリ熊嵐
『ユリ熊嵐』（ユリくまあらし、LOVE BULLET YURIKUMA ARASHI）は、2015年1月より3月まで放送された日本のテレビアニメ作品。

## 概要
『少女革命ウテナ』、『輪るピングドラム』を手掛けた幾原邦彦監督による、オリジナルアニメ作品。SILVER LINK.にとっては今作が初オリジナル作品となる。
タイトルは「ユリが熊と出会って嵐が起こる」という意味が込められている。
まず2013年3月にショートPVが公開され、翌2014年3月から漫画版がアニメに先行して『コミックバーズ（→月刊バーズ）』（幻冬舎コミックス）連載された。2014年8月20日から「ピングベアプロジェクト」として、サイト上でのカウントダウンが行われ、8月25日には本格的に公式サイトが設置され、テレビアニメ化が発表された。
この作品の構想自体は、「輪るピングドラム」を制作していた最中に誕生。その時点では、どの動物にするか決めていなかったが、やったことのないジャンルと、キャラクター原案を担当した森島明子によるキャラクターでやりたいという思いがあった。制作開始にあたり、流行っているという理由で幾原は熊を起用。制作開始当初、幾原は自分では無理と弱気になっていたが、作り続けているうちに、まだ手をつけていない要素があるのではないかと自信を持つようになった。また、幾原はリアルロボットの先駆けとなった機動戦士ガンダムを引合いに、ユリというジャンルがこの作品で流れが変わるのではと述べている。
原作はイクニゴマキナコで、その正体について幾原は、南米出身ではと述べる一方で、森島は「ゴマの星から来た宇宙人」だと聞いていたという。キャラクター原案に森島を起用したのは、Twitter上での会話がきっかけであるとされ、後に幾原と森島が実際に会って話をするうちに、幾原は森島と携わりたいという思いが強くなったことによるもの。
この作品のプロモーションビデオの第一号は、2013年3月に「少女革命ウテナ」関係のトークイベントで公開され、そのPVでは既に「ユリ裁判！」や、「運命のキス！」という単語が行き交っていた。2014年10月には、SILVER LINK.が制作し、「マチ★アソビ」企画の一環である「ユリ★アソビ」で上映された。このバージョンのプロモーションビデオでは、話の細部は詰まっていない段階であったが、何度か女の子のパンツが出てきたシーンが含まれている。当該シーンの投入について、単なる男性向けのサービスだけではなく、周囲の女性に意見を求め、とりあえずということで許しが出たことで踏み切ったことによるもの。また、このプローモーションビデオにはショートバージョンが存在しており、こちらは女の子のパンツが出てきたシーンはカットされている。
漫画版はキャラクター原案を担当した森島明子が作画を担当しているが、ストーリーも森島にある程度まかせている。これは、幾原よるシナリオをそのまま作品にするには難しいことによるもの。そのため、設定や展開がアニメ版とは異なっているが、漫画版からアニメ版にフィードバックされている箇所も存在している。
タイトルや内容からは1915年に北海道で発生した「三毛別羆事件」やこれを題材にした吉村昭の小説『羆嵐（くまあらし）』との関連も指摘されている。また、主人公の部屋の背景に描かれた写真が「三毛別羆事件で村人を襲った羆の写真」であるとするツイートもあるが、その写真について写された状況や、北海道苫前町のコメントから無関係の写真であることが判明している。

### キャラクター設定について
2014年10月に開催された「ユリ★アソビ」で公表されたキャラクターは、百合城銀子、百合ヶ咲るる、椿輝紅羽、泉乃純花の四人である。このうち泉乃純花については、椿輝紅羽の友人であり、恋人であるという設定を除き、その時点では明かされていないが、幾原は自ら絶賛している。また、椿輝紅羽は、「ユリ熊」における「ユリ」の部分を担う人間の女の子の設定で、後述の銀子とるるが「熊」の部分を担っている。
百合城銀子の姿については、衣装だけでなくシルエットにも拘っており、幾原が「どのキャラクターかわからないといけない」と述べるほどの念の入れようで、形の面白さも気にかけている。また、クマの爪を手につけたことで、第1話を見ると「えっ!?」となるような感じに仕上がっている。銀子の声は、オーディションを実施して、荒川美穂を起用。「輪るピングドラム」で高倉陽毬を好演した荒川に、陽毬と正反対の役柄になる銀子をやらせると、面白いのではないかというのがその理由である。
百合ヶ咲るるの造形については、男性受けしそうな要素を含みながらも、女性の意見も採用して、女性から嫌われないように仕上げている。銀子同様に、幾原がシルエットに力を入れており、胸元を大きくしたのは、キャラクターの胸をあしらったマウスパッドをモデルに、幾原が商品化を狙ったことによるもの。

## ストーリー
あるとき、宇宙に浮かぶ小惑星「クマリア」が爆発し、その破片が隕石となって地球に降り注いだ。するとこれに呼応するように地球上の全てのクマが突然凶暴化し人間を襲うようになる。かくして人間とクマの長い戦いが始まり、いつしかお互いへの憎しみから両者を隔てる「断絶の壁」が築かれた。
そんなある日。人間側にある「嵐が丘学園」に百合城銀子と百合ヶ咲るるという2人の転校生がやってきた。だがこの2人、その正体は「断絶の壁」を越え、人間に化けた「人食クマ」だったのだ。

### アニメ・小説のあらすじ
クラスで孤立し、透明な嵐に混じらなかった椿輝紅羽は唯一の親友にして「スキ」の相手である泉乃純花をクマに食べられる。そんな紅羽に学級委員長で人食グマの百合園蜜子が近づく。それを嫉妬した蜜子が「スキ」な百合川このみは紅羽を食べようとするが、蜜子に射殺される。その蜜子もまた自分が純花を食べたことを明かして紅羽を食べようとするが、紅羽に撃たれる。そして、銀子とるるは紅羽の友達になろうとするが、紅羽は頑なに拒絶する。
そのころ針島薫は、生前の純花に書かせた手紙を紅羽に渡して「悪」である紅羽を陥れる計画を実行し、そのために邪魔だった銀子とるるも排除する。しかし銀子は紅羽が「スキ」であるため、放火された、紅羽と純花の「スキ」の象徴である百合畑から純花の手紙を救い出す。この事件により銀子とるるは紅羽に一歩近づき、正式に紅羽の家に居候することになった。後日、紅羽は母の描いた未完の絵本「月の娘と森の娘」が自分と銀子を表していることに気づき、幼い頃に銀子と会っていたことを思い出す。しかし時を同じくして、紅羽の母・澪愛の友人で実は人食いグマであった箱仲ユリーカが銀子達を陥れる計画を練っていた。やがて紅羽はユリーカに騙されて銀子が母の仇であると思い込んでしまい、「罪グマ」である銀子を撃ってしまう。だが、実際に澪愛を食べたクマは銀子ではなくユリーカで、彼女はかつて自分の「スキ」を否定されたと思い込んでいたことから澪愛の命を奪い、更に彼女の娘である紅羽も自分のものにしようと目論んでいたのだった。
そんな中、紅羽のクラスで「人間に化けたクマが学園に紛れ込んでいる」ことが突如として暴露され、透明な嵐による「クマの排除」が行われようとしていた。その最中、ユリーカは紅羽を呼び出し襲い掛かるも、その様子を見ていた紅羽のクラスメイト達に撃退され命を落とす。その後、ユリーカを看取った紅羽は彼女からかつて母が描いた絵本の結末のページを隠したという告白を受け、絵本の最後のページを見つけ出す。絵本の結末には、クマと人間の和解が描かれていた
一方嵐が丘学園では学園に潜むクマを探し出す活動が本格化していた。るるは紅羽と銀子の仲を取り持つために奔走するが、その中で紅羽に本当のことを話してしまったため人間の姿ではいられなくなり、クマの姿に戻ってしまう。それを見た大木蝶子は紅羽を捕まえ、銀子をおびき出そうとする。銀子は蜜子の導きに従って、紅羽に迫る。そこを蝶子が狙撃するが、クマの世界から人間に戻ってきたるるが銀子のかわりに蝶子の銃弾を受ける。
倒れたるるを見て銀子は泣き叫び、クマの姿をあらわにする。そこで拘束されていた紅羽はかつて銀子を人間にする際に自分がユリ裁判で「スキ」を諦めたことを思い出し、紅羽を拒む銀子に近づく。ユリ裁判で「傲慢の罪」を認めた紅羽は女神クマリアに自らをクマにしてほしいと願う。降臨したクマリアは純花の姿をしていた。クマになった紅羽と銀子は蝶子らから銃撃される。撃子はともだちの扉の前に捨てられていたサイボーグのこのみを抱き上げる。るるは「スキがキスになる場所」でみるんの約束のキスを受けた。銀子と紅羽は約束のキスを交わす。

### 漫画のあらすじ
「透明な」高校生椿輝紅羽は1ヶ月前編入してきた百合城銀子だけが自分に話しかけてくれていることに気づく。しかし紅羽は銀子が実はクマではないかと疑っていた。そんな中2人の前に「銀子の友達」を自称する百合ヶ崎るるがやってくる。るるを疎んずる銀子だったが、るるが学生寮で火事を起こしてしまったため紅羽と3人で住むことになる。紅羽は銀子が秘密を隠していることに気づき、銀子に真実を訊く。

## 登場キャラクター

### 主要キャラクター
百合城 銀子（ゆりしろ ぎんこ）
声 - 荒川美穂（原版）、モニカ・ライアル（英語版）
本作のヒロイン。嵐が丘学園に転入してきた女子。その正体は人食クマ。髪はショートボブで暗色を地に毛先から赤系のグラデーションの入った髪色をしている。瞳の色もピンクがかった赤である。紅羽に執着し、つけ回す。口癖は「デリシャスメル」で、語尾に頻繁に「ガウガウ」と付ける。かつて澪愛が与えてくれたハニージンジャーミルクを、自分は世界にひとりじゃないと教えてくれるスキの味として好んでいる。
クマの世界では捨てられた孤児であり、唯一親元から残されたのが王冠であることから『ヒトリカブトの銀子』と呼ばれる。ヒトを排除する為に番クマとして従軍されたが、撃たれ倒れた後に友軍に見捨てられたところで、幼い紅羽に出会い「スキ」を貰っている。幼少時の紅羽がユリ裁判によって、銀子を忘れてしまったことで、澪愛にペンダントをもらってクマの世界に戻る。成長してから、みるんの死後にみるんの蜂蜜を届けたことで出会ったるると共に、もう一度紅羽に会ってキスをするため断絶の壁を越えて人間の世界にやって来た。
12話では自分のせいで排除されそうになった紅羽のために、虚偽の拒絶をするが、クマになった紅羽からの「約束のキス」を得て、クマリア(声 - 小倉唯)に導かれて共に旅立つ。
漫画版
透明な高校生の紅羽に話しかけた最初の女の子。森の中のお城に住んでいた王族。世界の全てがクマであることを認識できる3人のうちの1人。世界の全てがクマである中で紅羽だけがクマではないことを認識しているため、紅羽と仲良くしており、他者の手から紅羽を隔離しようとさえしている。囲碁がうまく、生徒会長（ライフ・セクシー）とよく対局している。

百合ヶ咲 るる（ゆりがさき るる）
声 - 生田善子（原版）、ジェイミー・マルキ（英語版）
本作のもう一人のヒロイン。銀子と共に学園に転入してきた女子。薄茶系の髪色でツインテールで緑色の瞳をしている。彼女も人食クマで、銀子のことが大好き。趣味は「百合妄想」。うまく事が運ぶ妄想したときは「ルル賢い」としめ、「キシシ」と笑い、銀子と同じく頻繁に語尾に「ガウガウ」と付ける。他にも独特な語尾を付けたり、紅羽のことを「くれちん」と呼んだり、「おなかペコリン」など、やや幼児語染みた口調で話す。大好物はハチミツで、作中に自分が料理するときには必ず入れている。
第4話の回想によると、あるクマの王国の姫だったが、弟みるんが生まれたことで王位継承権の上位と周囲の者たちの関心が、自分から弟へ移ってしまったことの嫉妬心から、何度も殺そうとするも果たせず、みるん王子が事故死してしまってから好きであったことを自覚する。銀子の願いを叶えることで、みるんと再会できると信じ、自分の「キス」を諦めて、銀子と共に断絶の壁を越えてきた。
第10話で銀子のためにユリ裁判にまつわる秘密を紅羽に話してしまった代償として、ヒトとしての形態を失い、紅羽によって「ともだちの扉」からクマの世界に逃がされる。しかし、第11話にてヒトの世界に引き返し、銀子を庇って蝶子の弾丸を受けて息を引き取るが、第12話終盤で「スキがキスになる場所」で、みるんに「約束のキス」をもらう。
漫画版
小さいころ銀子と一緒に過ごし、銀子は拒否しているが自分が銀子の運命の人であると主張している。そのため最初は銀子と仲良く接する紅羽に嫉妬していたが、るるが皆から浮いた行動をとることに悪意がないことに紅羽が気づいたので親友となる。
椿輝 紅羽（つばき くれは）
声 - 山根希美（原版）、アレクシス・ティプトン（英語版）
本作の主人公。嵐が丘学園の生徒。クールで他を寄せ付けない性格だが、純花には心を開いている。好きな食べ物はナポリタンと塩辛。ヘーゼル系の髪色のロングヘアをしている。制服はバックスリットの入ったショート丈のタイトスカート。クマに母を殺されたことからクマへの憎しみは強く、「クマを破壊する」ために自宅地下室にある射撃場で訓練をしている。「私はスキをあきらめない」や「クマを許さない」と頻繁に表明し、目立たないよう集団に埋没するための「透明」になろうとはしないため、クラスから「悪」として排除を企てられる。
転入してきた銀子に執着され、るると共に迫られ拒絶するが、徐々に受け入れていく。幼少期、クマの銀子と出会いトモダチになっていた記憶を失っていたことを、第8話で自覚し、第12話で、その原因が銀子をヒトにして欲しいという自分の傲慢な願いにあったことを思い出し、クマリアに願い、ウィニングモードを経てクマになり、クマリアに導かれて共に旅立つ。
漫画版
透明な高校生であり、銀子やるる以外とはほとんど話さない。推察力が高く、銀子がクマであると疑っていた。先祖代々のマタギの家に生まれ、ライフル射撃部に所属している。

### ライフ・ジャッジメント・ガイズ
漫画版では、ライフ・セクシーを生徒会長として3人を中心に嵐が丘学園の生徒会を運営している。
ライフ・セクシー
声 - 諏訪部順一
「断絶のコート」の全てを取り仕切る裁判長。クマ・人間を問わず重大な選択肢を迫られた者に、携帯電話を通して選択を迫る言葉を投げかける。決め台詞は「それがセクシー。シャバダドゥ」。
漫画版
嵐が丘学園の生徒会長。色男であり、学園内だけで5人以上の彼女がいる。囲碁がうまいが、銀子には劣る。空手は5段である。

ライフ・クール
声 - 斎賀みつき
「断絶のコート」の検事。厳しい性格で裁判は被告人に対し冷たく否定的な意見を推すも、第8話にて銀子の身を安じる発言をしている。口癖は「ギルティー」。
ライフ・ビューティー
声 - 山本和臣
「断絶のコート」の弁護人。幼げな口調や振る舞いで、裁判では被告人の立場や主張を尊重する発言を取るが、第8話では選択次第で命の危険がある銀子の姿に無関心な姿勢を見せる。口癖は「キラキラァ〜」。

### 嵐が丘学園
泉乃 純花（いずみの すみか）
声 - 小倉唯
紅羽のクラスメイトで、彼女が心を許す唯一の存在。落ち着いたメガネっ娘だが、芯は強い。第1話で友人として近づいてきたクマである蜜子に食べられてしまう。
一ヶ月ほど前に薫に唆かされ、紅羽のためを思い絶交する手紙を書かされたが、結果的に銀子と紅羽を結びつけるきっかけとなった。第12話で、クマリアの姿で登場した。
百合園 蜜子（ゆりぞの みつこ）
声 - 悠木碧
紅羽・純花のクラスの委員長。銀子とるるが人間を食べているところを目撃し、二人がクマであることを知る。正体は銀子やるる同様に人食クマであり、純花を食べてしまっている。第3話にて、正体を明かして紅羽を食べようと襲い掛かるが、銀子とるるの助勢を得た紅羽に撃たれ、生死不明のまま行方をくらます。第9話に既に死亡しているが、銀子の欲望として「ともだちの扉」に顕現し、紅羽を食べて独占するという欲望に忠実になれと誘惑し一体化するが、第11話でスキを諦めない銀子に決別される。
百合川 このみ（ゆりかわ このみ）
声 - 小清水亜美
紅羽・純花のクラスメイト。顔のそばかすがある。実はクマで、蜜子に心酔している。第2話で蜜子に目を掛けられている紅羽に嫉妬して彼女を食べようとするが、蜜子に射殺され、第10話で対熊用大量殺害兵器のレーザー砲動力源として改造されたサイボーグクマ、メカこのみとなって再登場する。第12話で動作不良により「ともだちの扉」の前に捨てられるが、探しに来た撃子に救われる。
針島 薫（はりしま かおる）
声 - 日笠陽子
紅羽・純花のクラスメイト。無造作なショートヘアで、制服はベストを着用せずオーバーブラウスにしており、紳士用ガーターベルトを付けたポインテッドトゥのブーツを履いている。
何者かから銀子とるるの正体を聞かされており、第5話で銀子が襲ってきた時も罠を仕掛けて返り討ちにしている。排除の儀は間違っていたと紅羽に謝罪して拒否されるも、ユリの花壇を整地して新しく花を植えることで紅羽に取り入る。しかしそれは「悪」である紅羽を陥れるためで、一か月前には、クラスで孤立した純花を唆して紅羽を陥れる手紙を書かせており、紅羽の誕生日にその手紙を利用して彼女を追い詰めようと目論むが失敗し、第7話にてクマに襲われて命を落とす。
鬼山 江梨子（おにやま えりこ）
声 - 伊瀬茉莉也
紅羽・純花のクラスメイト。生徒の失踪が相次いでいることを受けて「排除の儀」を開き、紅羽を「悪」に認定するが、行方不明となる。
赤江 カチューシャ（あかえ カチューシャ）
声 - 伊藤美来
紅羽・純花のクラスメイト。銀子とるるに食べられて行方不明となった。約一ヶ月前の排除の儀を取り仕切っていたが、純花の決意により紅羽を「悪」に決めることができなかった。
大木 蝶子（おおき ちょうこ）
声 - 村川梨衣
紅羽・純花のクラスメイト。アップにした髪型に蝶の髪飾りをさしている。作中では4代目の「排除の儀」の主催となる。薫が残していた百合川このみの正体に関する証拠により、クマが人間に化けられることをクラスで発表し、紅羽を交えた排除の儀で「空気を読めない悪」であるクマを断定しようとする。その日の夜にユリーカを撃ち、襲われていた紅羽を助けたが、その後熊殲滅組織KMGTを組織し、紅羽を囮として銀子達を追い詰めていく。
亜依 撃子（あい うちこ）
声 - 安國愛菜
紅羽・純花のクラスメイトで、髪はツインテールにしている。KMTGでは対熊用レーザー砲のオペレーターをしていたが、12話では紅羽と銀子の「ホンモノのスキ」と「約束のキス」による絆と、メカこのみの涙を見てクマとなった二人を撃つことが出来なかった。クラスメイトが二人を排除した後も継続されている「排除の儀」の際には、心情が変化した様子がみられ、捨てられたこのみを探しに行って再会する。
箱仲 ユリーカ（はこなか ユリーカ）
声 - 井上喜久子
嵐が丘学園の教諭。金髪をアップにした髪型をしている。紅羽の母・澪愛とは親友の間柄であった。紅羽からたびたび相談を受けたり、個別に指導をしている。
実は人の世界に捨てられた人食いクマで、銀子たちとは違い語尾に「キャルルルル」と付ける。自分を拾って育ててくれた人物（彼／声 - 能登麻美子）の影響で、大切なものは「箱」に仕舞わないと失ってしまうという観念にとらわれている。紅羽が生まれたことで澪愛の「スキ」を奪われたと寂しさを募らせ、さらに澪愛が自分がプレゼントしたペンダントを銀子に渡したことを知り、自分の「スキ」を捨てられたと思い込んで、澪愛を殺して食べてしまっていたことを8話で回想・独白している。澪愛殺害後に「断絶のコート」の被告となり、「スキ」と「箱」の選択を迫られ、「箱」を採ってヒトにしてもらっている。
澪愛の死後は、彼女の「スキ」を持っている紅羽を「箱」に入れて独占しようと目論み、彼女の成長を待っていた。「澪愛は銀子が殺した」と判断するように虚偽の情報を紅羽に与えて銀子と紅羽を引き離してから紅羽を襲うが、蝶子たちに狙撃され、最期は紅羽に抱かれて絶命する。
澪愛が描いた絵本「月の娘と森の娘」の最後のページを所持しており、死の間際にそのことを紅羽に伝えた。
漫画版
銀子の母方の叔母。世界の全てがクマであることを認識できる3人のうちの1人で、銀子の母のことが「スキ」である。

### 主要キャラクターの関係者
椿輝 澪愛（つばき れいあ）
声 - 遠藤綾
紅羽の母で、娘が幼い頃にクマに殺されている。正体がクマだと知るユリーカと親友関係を築いたり、紅羽が拾ってきた銀子を世話するなど、クマに対する偏見を持たない純粋さの持ち主。
第8話にて、実はユリーカに殺害されていたことが判明する。
みるん
声 - 釘宮理恵
るるの弟である幼い王子。第4話の回想によると、「約束のキス」を取ってくるという口実で、嫉妬したるるによって度々段ボールに入れられ崖から落とされ、蟻地獄へ落とされたり、溶岩の中に落とされたりするが何故か毎回無事生還する。しかし、ある日蜂に刺され事故死する。
12話にて「スキがキスになる場所」で、るるに自ら「約束のキス」をして、ずっと共にいることを確認し合っている。
名前は児童小説『クマのプーさん』の著者、A・A・ミルンから。
レディ・クマスター
声 - 斉藤貴美子
クマの長老。断絶の日に銀子のようないらない子クマを集め、ヒトを排除するための番クマにする。

## 用語
クマリア
作中で使われている造語の固有名詞で、物語世界の発端としてクマが人間に対し一斉決起する原因として、小惑星クマリアの爆発でクマリア流星群（クマリアりゅうせいぐん）が地球に降り注いだこととされている。
クマが崇めている女神の名でもあり、ライフ・ジャッジメント・ガイズも口にする。作中では人間である椿輝澪愛作の絵本『月の娘と森の娘』の話にも登場している。
12話で姿を取り戻したといわれた女神は、純花の外見をしている。
断絶の壁（だんぜつのかべ）
クマから人間の世界を隔離するための巨大な壁。クマが断絶の壁を越えて人間側に侵入した際にはクマ警報が出される。
クマ側からはヒトを排除するための壁とされ、クマと人間との間で戦争が起こっていた。
ライフ・ジャッジメント・ガイズ
クマの犯した罪を裁く3人の裁判官。自身らをクマと人間との狭間にある者と名乗り、その両者に選択を迫り、試すように行動する存在。クマとウィニングモードの姿を持つ。
ユリ裁判（ユリさいばん）
断絶の壁からの挑戦であり「断絶のコート」でクマたちに行われる裁判。承認されれば願いを聞き届けるが、一番大切なものを諦めるという代償を求める。また正体や裁判に関する秘密を第三者に明した場合は承認を解除される。「スキ」が本物であると、証明することでも承認を得ることができる。
ウィニングモード
クマが、耳と手先・足先以外は人間型の半獣人に変身した姿。クマ個人の意思では行えず、変身するにはユリ裁判でユリ承認されなければならない。
排除の儀（はいじょのぎ）
クマに目をつけられないよう集団に埋没する「透明な存在」であり続けるためにクラスで行われる議論で、空気が読めず他人から浮いている存在を、排除すべき悪として糾弾し決する。
排除対象の悪はスマホを使い「レッツ、サーチイブル」（さあ、悪を探しましょう！）で投票され決定する。クマを対象とした際は「レッツ、サーチベアー」、クマをおびき出す獲物を決める際には「レッツ、サーチサクリファイス」となる。
排除の儀に参加するには、「透明な嵐」に加わり友だちになる必要がある。
月の娘と森の娘（つきのむすめともりのむすめ）
作中で登場する架空の絵本で、椿輝澪愛が最後に描いた2つの世界の娘の話になっている。出版はされておらず、ラストシーンが描かれていない未完の作品と紅羽は思っていたが、実はユリーカがラストシーンのページを所持していた。
約束のキス
絵本に出てくるキーワードであり、銀子がユリ裁判で交わした約束。またるるが、るるの「キス」を欲しがる弟のみるんに持ってくるように言った言葉でもある。
ともだちの扉
学園内の外れにあり、紅羽と純花がユリを植えた花壇のある場所。過去、澪愛とユリーカもユリを植えていた。扉を開けると雪の降る2つの世界を分かつ境界の場所と通じている。
嵐が丘学園（あらしがおかがくえん）
作中に登場する学校。テレビアニメでは校舎の形が三角柱である。テレビアニメでは女子校、漫画版では共学となっている。

## スタッフ
- 原作 - イクニゴマモナカ
- 監督 - 幾原邦彦
- 副監督 - 古川知宏
- シリーズ構成・脚本 - 幾原邦彦、伊神貴世
- キャラクター原案 - 森島明子
- キャラクターデザイン - 住本悦子
- キーアニメーター - 相澤伽月
- プロップデザイン - 阿保孝雄
- 美術監督 - 中村千恵子
- 色彩設計 - 木村聡子
- スペシャルテクスチャー - 越阪部ワタル
- 撮影監督 - 荻原猛夫
- 3D監督 - 神谷久泰
- 編集 - 西山茂
- 音響監督 - 幾原邦彦、山田陽
- 音楽 - 橋本由香利
- 音楽制作 - KADOKAWA（メディアファクトリー）
- 音楽プロデューサー - 若林豪
- プロデューサー - 吉沼忍、深尾聡志、林洋平、前田俊博、岡本真理、金子逸人
- アニメーションプロデューサー - 松下富美
- アニメーション制作 - SILVER LINK.
- アニメーション制作協力 - ラパントラック
- 製作 - ユリクマニクル（KADOKAWA、フロンティアワークス、ムービック、MBS、幻冬舎コミックス、SILVER LINK.）

## 外国発売
- ファニメーション（北アメリカ）
- マッドマン·エンターテインメント （オーストラリア）

## 主題歌
「あの森で待ってる」
オープニングテーマ。作詞・作曲・編曲・歌はボンジュール鈴木。
第12話ではエンディングテーマとして使用。
オリコンCDシングル週間ランキング初登場46位。
「TERRITORY」
エンディングテーマ。作詞ははいのことん、作曲は八王子P、編曲はDJ'TENIKA//SOMTHING。歌は百合城銀子（荒川美穂）、百合ヶ咲るる（生田善子）、椿輝紅羽（山根希美）。
第12話では不使用。

## 各話リスト
| 話数       | サブタイトル                                                    | 絵コンテ                   | 演出       | 作画監督                                                   | 総作画監督 |
| ---------- | --------------------------------------------------------------- | -------------------------- | ---------- | ---------------------------------------------------------- | ---------- |
| EPISODE 1  | 私はスキをあきらめない （NEVER BACK DOWN ON LOVE）              | 幾原邦彦 古川知宏          | 阿保孝雄   | 相澤伽月                                                   | 住本悦子   |
| EPISODE 2  | このみが尽きても許さない （I WILL NEVER FORGIVE YOU）           | 幾原邦彦 古川知宏          | 古谷田順久 | 栗田聡美                                                   | 住本悦子   |
| EPISODE 3  | 透明な嵐 （INVISIBLE STORM）                                    | 酒井和男                   | 河野亜矢子 | 斎藤美香、高野やよい                                       | 相澤伽月   |
| EPISODE 4  | 私はキスがもらえない （I CAN'T GET A KISS）                     | 柴田勝紀                   | 山崎みつえ | 栗田聡美、かおり 山吉一幸、平田和也 澤入祐樹               | 相澤伽月   |
| EPISODE 5  | あなたをヒトリジメにしたい （I WANT TO HAVE YOU ALL TO MYSELF） | 高橋亨                     | 高橋亨     | 石川健朝、吉田和香子                                       | 住本悦子   |
| EPISODE 6  | 月の娘と森の娘 （THE MOON GIRL AND THE FOREST GIRL）            | 阿保孝雄                   | 吉田りさ子 | 瀧原美樹                                                   | 住本悦子   |
| EPISODE 7  | 私が忘れたあの娘 （THE GIRL THAT I FORGOT）                     | 幾原邦彦 古川知宏          | 三上喜子   | 高野やよい（キャラクター） 中島裕里（クマ）                | 相澤伽月   |
| EPISODE 8  | 箱の花嫁 （BRIDE- IN-THE-BOX）                                  | 金子伸吾                   | 金子伸吾   | 佐々木睦美                                                 | 住本悦子   |
| EPISODE 9  | あの娘たちの未来 （THE FUTURE OF THE GIRLS）                    | 山崎みつえ                 | 山崎みつえ | 瀧原美樹、工藤裕加 袖山麻美                                | 相澤伽月   |
| EPISODE 10 | ともだちの扉 （THE DOOR TO FRIENDSHIP）                         | 澤井幸次                   | 澤井幸次   | 栗田聡美、佐々木睦美 山吉一幸、平田和也 澤入祐樹、佐藤香織 | 住本悦子   |
| EPISODE 11 | 私たちの望むことは （WHAT WE HOPE FOR）                         | 黒澤雅之                   | 八瀬祐樹   | 中島裕里、進藤優 高野やよい、相澤伽月                      | 瀧原美樹   |
| EPISODE 12 | ユリ熊嵐 （YURI KUMA ARASHI）                                   | 幾原邦彦 古川知宏 菊田幸一 | 古川知宏   | 住本悦子、相澤伽月 栗田聡美、遠藤大輔                      | 住本悦子   |

特番
- EPISODE 8.5『ユリ熊嵐スペシャル番組 〜今すぐ、あなたに会いたい！ガウガウ！〜』

進行は荒川美穂、生田善子、山根希美。この回では、「ユリ熊嵐」の紹介や、監督の幾原邦彦とボンジュール鈴木による対談、スペシャルエンディング、EPISODE 9の予告が放送された。
- 『ユリ熊嵐 最終回直前! おさらいスペシャル!』

最終回前に第11話を再放送。

## 放送局
| 放送期間               | 放送時間                     | 放送局     | 対象地域   | 備考                                                   |
| ---------------------- | ---------------------------- | ---------- | ---------- | ------------------------------------------------------ |
| 2015年1月6日 - 3月31日 | 火曜 0:30 - 1:00（月曜深夜） | TOKYO MX   | 東京都     |                                                        |
| 2015年1月7日 - 4月1日  | 水曜 2:05 - 2:35（火曜深夜） | テレビ愛知 | 愛知県     |                                                        |
| 2015年1月7日 - 4月1日  | 水曜 3:30 - 4:00（火曜深夜） | MBS        | 近畿広域圏 | 製作委員会参加 / 『アニメ特区』第3部 第3話より字幕放送 |
| 2015年1月8日 - 4月2日  | 木曜 0:00 - 0:30（水曜深夜） | BS11       | 日本全域   | 『ANIME+』枠                                           |
| 2015年1月13日 - 4月6日 | 火曜 23:30 - 水曜 0:00       | AT-X       | 日本全域   | リピート放送あり                                       |

| 放送開始日    | 配信時間                     | 配信サイト         | 備考                          |
| ------------- | ---------------------------- | ------------------ | ----------------------------- |
| 2015年1月9日  | 金曜 0:00（木曜深夜） 更新   | GYAO!              | 第1話無料、第2話以降1週間無料 |
| 2015年1月16日 | 金曜 1:00 - 1:30（木曜深夜） | ニコニコ生放送     |                               |
|               | 金曜 1:30（木曜深夜） 更新   | ニコニコチャンネル | 第1話無料、第2話以降有料      |

## 関連商品

### BD / DVD
| 巻 | 発売日        | 収録話          | 規格品番  | 規格品番  |
| 巻 | 発売日        | 収録話          | BD        | DVD       |
| -- | ------------- | --------------- | --------- | --------- |
| 1  | 2015年3月25日 | 第1話 - 第2話   | MFXC-0007 | MFBC-0052 |
| 2  | 2015年4月24日 | 第3話 - 第4話   | MFXC-0008 | MFBC-0053 |
| 3  | 2015年5月27日 | 第5話 - 第6話   | MFXC-0009 | MFBC-0054 |
| 4  | 2015年6月24日 | 第7話 - 第8話   | MFXC-0010 | MFBC-0055 |
| 5  | 2015年7月24日 | 第9話 - 第10話  | MFXC-0011 | MFBC-0056 |
| 6  | 2015年8月26日 | 第11話 - 第12話 | MFXC-0012 | MFBC-0057 |

### CD
| 発売日        | タイトル                                        | 規格品番  |
| ------------- | ----------------------------------------------- | --------- |
| 2015年2月25日 | あの森で待ってる                                | ZMCZ-9902 |
| 2015年3月25日 | TERRITORY                                       | ZMCZ-9903 |
| 2015年4月24日 | TVアニメ「ユリ熊嵐」 オリジナルサウンドトラック | ZMCZ-9904 |

### 書籍
小説の著者は幾原邦彦、伊神貴世、高橋慶である。幻冬舎コミックスから発行されている。漫画版の原作はイクニゴマキナコ、作画は森島明子、レーベルはバーズコミックスである。
| 巻数 | 発売日              | ISBN              | 表紙             |
| 小説 | 小説                | 小説              | 小説             |
| ---- | ------------------- | ----------------- | ---------------- |
| 上   | 2015年1月31日       | 978-4-344-83334-0 | 銀子・るる・紅羽 |
| 下   | 2015年3月31日       | 978-4-344-83400-2 | 銀子・るる・紅羽 |
| 漫画 |                     |                   |                  |
| 1巻  | 2014年11月24日第1刷 | 978-4-344-83256-5 | 銀子・るる・紅羽 |
| 2巻  | 2015年7月24日第1刷  | 978-4-344-83480-4 | 銀子・るる・紅羽 |
| 3巻  | 2016年5月24日第1刷  | 978-4-344-83711-9 | 銀子・るる・紅羽 |